# 特雷弗·巴西特
特雷弗·巴西特（英語：Trevor Bassitt，1998年2月26日—），美国男子田径运动员，2022年世界室内田径锦标赛男子400米银牌得主、2022年世界田径锦标赛男子4×400米接力金牌得主和男子400米栏铜牌得主，畢業於美國愛許蘭大學。